# انتشارات نص
انتشارات نص (با نام کامل مؤسسه علمی - فرهنگی نص) یک مؤسسه انتشاراتی کتاب در ایران است که توسط محمدحسین زارع مهرجردی و از سال ۱۳۶۰ فعالیت خود را آغاز کرده‌است.
این مؤسسه نشر تاکنون، کتاب‌های متعددی در زمینه‌های مختلفی همچون فنی - مهندسی، مدیریت - اقتصاد، علوم پایه، کمک‌درسی و آمادگی کنکور منتشر کرده‌است. این مؤسسه بیش از ۳۰۰ کتاب مرجع دانشگاهی را کارنامه نشر خود دارد. همچنین چاپ و نشر کتابهایی از این حوزه‌ها به زبان اصلی از جمله فعالیت‌های مؤسسه انتشاراتی نص است. در سال‌های نخستین در مؤسسه انتشاراتی نص بخش خاصی برای کتاب‌های کودکان و نوجوانان نیز شکل گرفته بود که کتاب‌هایی را با نشان فرعی «جوانه‌ها» منتشر می‌کرد.

## کتاب‌های شاخص
کتابهای انتشارات نص در حوزه‌های فنی - مهندسی، مدیریت - اقتصاد، علوم پایه، درس و کنکور و کتابهای زبان اصلی رده‌بندی می‌شوند. برخی از مهمترین و شاخصترین کتابهای این مؤسسه عبارت‌اند از:

### فنی - مهندسی

#### برق
- «مبانی ماشینهای الکتریکی»، نوشته استفن چاپمن،
- «شبکه‌های کامپیوتری»، نوشته تنن‌باوم،

#### الکترونیک
- «آموزش لینوکس ردهت ۹»، نوشته آلن باغومیان
- «نصب سرورهای لینوکس»، نوشته آلن باغومیان
- احسان ملکیان؛ ارزیابی کارایی شبکه‌ها و سیستم‌های کامپیوتری

### مدیریت-اقتصاد

#### تحقیق در عملیات
- مدیریت عملیات (ویراست دهم)، نویسنده: ویلیام دی. استیونسون، مترجم: سید محمدعلی خاتمی فیروزآبادی، ۱۳۹۴، چاپ اول، ۵۷۶، شابک: ۹۷۸۹۶۴۴۱۰۳۶۰۵
- روش پژوهش و ارائه (ویراست دوم)، اسدالله شاه‌بهرامی و مرضیه فریدی ماسوله، ۱۳۹۵، چاپ دوم، ۱۴۶ص، شابک: ۹۷۸۹۶۴۴۱۰۳۵۷۵

### علوم پایه

#### ریاضیات
- «جبر مجرد»، نوشته دبورا سی آرانگو، ترجمه علی‌اکبر عالم زاده، ۱۳۸۱

## جوایز و افتخارات
بسیاری از کتاب‌های چاپ و منتشر شده در انتشارات نص حائز جایزه‌های مختلفی در سطوح دانشجویی، دانشگاهی و ملی شده‌اند. از این میان چند کتاب نیز به فهرست نهایی نامزدان کتاب سال جمهوری اسلامی راه یافته‌اند.

### ۱۳۹۶
در سی و پنجمین دوره جایزه کتاب سال جمهوری اسلامی ایران در گروه «علوم خالص» از میان ۸۵ اثر راه‌یافته به مرحله اول ۱۰ اثر به عنوان نامزدهای این دوره از جایزه کتاب سال شناخته شدند و در بخش «نجوم» کتاب «نجوم امروز»، تألیف اریک چیسون و استیو مک میلان، با ترجمه فرزان مؤمنی به مرحله دوم سی و پنجمین دوره جایزه کتاب سال جمهوری اسلامی ایران راه پیدا کرد.

### ۱۳۸۹
در بیست و سومین نمایشگاه بین‌المللی کتاب تهران (۱۵ تا ۲۵ اردیبهشت ۱۳۸۹) انتشارات نص به همراه نه ناشر دیگر به عنوان ناشر برگزیده داخلی معرفی شد.
در مرداد ۱۳۸۹ و در دوازدهمین دوره جایزه کتاب فصل کتاب «آلودگی هوا: منشأ و کنترل آن»، نوشته کنت وارک و دیگران، با ترجمه کاظم ندافی، محمدصادق حسنوند، محسن حیدری، علی نقی‌زاده، چاپ انتشارات نص با همکاری کتاب ایرانیان، در بخش محیط زیست از حوزه علوم اجتماعی به عنوان کتاب برگزیده فصل معرفی شد.

### ۱۳۸۸
در مهر ماه ۱۳۸۸ و در نهمین دوره جایزه کتاب فصل و در شاخه مهندسی برق، کتاب «مترولوژی الکتریکی: کالیبراسیون و عدم قطعیت اندازه‌گیری» تألیف جواد آذرپرا در بخش کتابهای تألیفی شایسته تقدیر شد.

### ۱۳۸۶
در ۱۳۸۶ هیئت داوران چهاردهمین دوره کتاب سال دانشجویی و اولین دوره کتاب سال قرآنی از میان ۶۷ اثر رسیده در گروه فنی و مهندسی شاخه تألیف، کتاب «امنیت داده‌ها» نوشته احسان ملکیان را به عنوان اثر برگزیده معرفی کردند. همچنین در همین جشنواره از محمدحسین زارع مهرجردی، مدیر انتشارات «نص» تقدیر به عمل آمد.

### ۱۳۸۳
در آذر ۱۳۸۲ در گروه فنی و مهندسی از یازدهمین دوره کتاب سال دانشجویی و در شاخه کتابهای تألیفی کتاب “آموزش برنامه‌نویسی directx” علیرضا علی‌نژاد شایسته تقدیر شد.

### ۱۳۸۲
در آذر ۱۳۸۲ در گروه فنی و مهندسی از دهمین دوره کتاب سال دانشجویی و در شاخه کتابهای تألیفی کتاب «مرجع توابع API 32» تألیف حسین صادقی راد حائز رتبه دوم شد.

### ۱۳۸۰
در آبان ۱۳۸۰ در گروه فنی و مهندسی از هشتمین دوره کتاب سال دانشجویی و در شاخه کتابهای تألیفی کتاب «تحلیل المان محدود به کمک ANSYS» نوشته محمدرضا شعبانعلی حائز رتبه دوم شد.